# Natco Pharma
 (juin 2020).
Natco Pharma Ltd est une société pharmaceutique indienne fabriquant des ingrédients pharmaceutiques actifs.

## Présentation
Les principaux domaines de travail sont le développement de médicaments pour lutter contre le virus (y compris l'hépatite C) et le cancer.
Natco Pharma opère en Inde, aux États-Unis, en Europe et en Asie. Les filiales sont situées en Amérique du Nord et en Amérique latine, dans la région Asie-Pacifique, au Moyen-Orient et en Asie du Sud-Est.
L'entreprise s'appelait à l'origine Natco Fine Pharmaceutical Ltd. Elle est devenue officiellement publique depuis juillet 1992. En février 1993, elle change de nom et devient Natco Pharma (NPL).
La gamme de produits de Natco Pharma Limited comprend plus de 500 médicaments et est en constante expansion grâce à la recherche fondamentale et à la coopération dans le domaine de la technologie.
La société produit des médicaments tels que Sofosbuvir, Daclatasvir, Lénalidomide, Entecavir, Deferazirox, Ledipasvir, Imatinib, Bendamustin, Bortezomib, Chlorambucil, Velpatasvir et autres.
NPL est un fabricant de médicaments pour Ranbaxy et Parke Davis et est une entreprise certifiée ISO 9002 qui permet le développement des exportations. Natco Pharma Ltd a lancé son propre processus d'enregistrement de nom de marque dans plus de 20 pays.
Pour pénétrer le marché américain, NPL a créé une filiale de Natco Pharma aux États-Unis et a conclu une coopération de recherche avec le Jammu Regional Research Laboratory, le Center for Cellular and Molecular Biology for Synthetic Peptides et le Central Institute for Skin Research.
Natco Laboratories, Natco Parenterals et Karanth Pharmaceuticals se sont associés à la société phare NPL pour fournir une large base d'actifs et augmenter les capacités de haute technologie.

## Emplacement
Le siège social est situé à Hyderabad, Telangana (en Inde).

## Histoire
L'entreprise a commencé ses opérations en 1981. Aujourd'hui[Quand ?], elle possède ses propres centres de recherche et plus de 4 000 scientifiques qualifiés. Les produits NPL sont exportés aux États-Unis, en Australie, au Canada, au Brésil, en Europe, dans les pays de la CEI[Quoi ?], au Vietnam, à Hong Kong, en Chine, aux Pays-Bas, au Nigeria, en Tanzanie et au Kenya, etc.
Natco Pharma Limited est certifiée par l'Organisation mondiale de la santé et fabrique des produits pour Ranbaxy Laboratories Ltd., Eskayef Ltd., Parke Davis (I) Ltd., Fulford India Limited, Cadila Ltd., John Wyeth India Ltd., ICI Ltd. et SOL Pharmaceuticals Ltd.

## Politique de prix de l'entreprise
Natco Pharma Ltd fabrique des analogues de médicaments de marque coûteux et bien connus, ce qui les rend abordables pour les patients à faible revenu. Ainsi, en 2012, une société indienne a révoqué un brevet pour un médicament contre le cancer fabriqué par Bayer, disant qu'elle allait vendre des médicaments génériques Tosilat Sorafenib pour 3 % du prix demandé par Bayer en Allemagne pour l'original. Aujourd'hui, Natco vend le médicament en Inde pour 174 $. Le médicament Bayer d'origine se vend 5 500 $.
En 2015, Natco, sous sa propre marque, a lancé Sofosbuvir, un médicament utilisé pour traiter l'hépatite C chronique, un analogue de Sovaldi (Sovaldi), produit par la société américaine Gilead. Le prix d'une bouteille pour un médicament est fixé à environ 20 000 roupies, soit environ 300 $. Un cours de 12 semaines coûte environ 945 $ (soit 12 fois moins cher que l'original aux États-Unis).
En mai 2017, une société indienne a publié un remède contre le cancer du sang à un prix de 5 000 à 20 000 roupies, soit 98 % de moins que le prix aux États-Unis. Le pomalidomide est destiné aux patients atteints de myélome multiple (un type de cancer du sang). Le médicament est vendu par Celgene Inc aux États-Unis sous le nom de marque « Pomalyst ». Natco vendra des capsules de pomalidomide sous sa propre marque en Inde.
En octobre 2017, l'action Natco Pharma Ltd a augmenté de 20 %, depuis que la Food and Drug Administration des États-Unis (FDA) a approuvé le médicament générique Copaxon développé par Natco en partenariat avec la société néerlandaise Mylan. Ce médicament est utilisé pour traiter la sclérose en plaques. Le médicament d'origine est fabriqué et vendu par la société israélienne Teva. Pour la période de 12 mois se terminant le 31 juillet 2017, les ventes de Copaxone à une dose de 20 mg se sont élevées à 700 millions de dollars, à une dose de 40 mg à 3,6 milliards de dollars.